# ريتشارد بوبكين
ريتشارد بوبكين (بالإنجليزية: Richard Popkin)‏ (و. 1923 – 2005 م) هو مؤرخ، وفيلسوف، وبروفيسور (أستاذ جامعي) من الولايات المتحدة الأمريكية ولد في مدينة نيويورك.

## التعليم
تعلم في جامعة كولومبيا.

## مناصب وهيئات
أدار جامعة كاليفورنيا، لوس أنجلوس، وجامعة براندايس، وجامعة كاليفورنيا، بركلي، وجامعة كاليفورنيا، سان دييغو.

## روابط خارجية
- ريتشارد بوبكين على موقع الموسوعة البريطانية (الإنجليزية)